# Trash - La leggenda della piramide magica
Trash - La leggenda della piramide magica è un film d'animazione italiano del 2020 diretto da Francesco Dafano e Luca della Grotta.

## Trama
I protagonisti del film sono Slim, una scatola di cartone logora, e Bubbles, una bottiglia di bibita ammaccata e mezza sgonfia. Entrambe si ritrovano sul pavimento di un mercato, destinate a finire nel secchio della spazzatura, ma, al contrario di Slim, Bubbles non si rassegna a non avere più uno scopo: crede infatti fermamente nella leggenda della "piramide magica", un magico portale che può dare a tutti i rifiuti una nuova vita. Così, i due si incamminano, e incontrano sul proprio cammino Spark, un "portatore", ovvero una scatola con ancora al suo interno il proprio contenuto originale (in questo caso un giocattolo). Le loro vite prendono una svolta e i due amici decidono di aiutare il ragazzo a ritrovare la strada di casa.
Per sfuggire ai "risucchiatori", delle pericolose macchine che spazzano i rifiuti, i tre si ritrovano a vagare per le strade della città. Qui, però, incontrano i "predatori", rifiuti che non vogliono accettare la propria condizione di spazzatura e allontanano da sé l'idea della piramide, rimescolandosi e riassemblandosi fino a diventare mostruosi ammassi di immondizia. Incontrano anche Smag, una piccola cassettiera sgangherata che promette ai tre amici di portarli al sicuro al "vicolo del tramonto", una specie di luna park dei rifiuti. Durante uno spettacolo al luna park incontrano altri rifiuti che si uniscono presto al gruppo: Jet, un piccolo barattolino, e la cantante Bliss, una bellissima e affascinante bottiglietta di vetro che aiuterà gli amici a scappare dai predatori, i quali infatti vogliono rapire Sparks e portarlo dal loro capo, un vecchio computer che vuole rubare le batterie solari al suo interno, così da avere di nuovo l’energia necessaria per riattivarsi.
Durante il cammino Bubbles decide di tornare indietro per tornare a prendere Bliss, di cui si è perdutamente innamorato. Le strade degli amici si dividono e Slim e Sparks continuano il loro cammino per trovare la casa di Sparks, il negozio di giocattoli. Purtroppo i perfidi rifiuti predatori riescono a rapire Sparks e a portarlo dal grande PC, ma per fortuna Slim, aiutato dal barattolo di latta Pat, riesce a salvare il piccolo e a distruggere il perfido computer. I due amici si riuniscono a Bubbles e Bliss e insieme riescono a raggiungere il negozio da cui veniva il piccolo Sparks, finalmente a casa. Nello stesso momento si accorgono anche di essere proprio di fronte alla "Piramide Magica", una grande struttura per raccogliere e differenziare i rifiuti. Bubbles e Bliss salutano gli amici ed entrano nella piramide. Anche Slim decide di entrarvi, ma proprio mentre sta per farlo arriva un risucchiatore che rischia di aspirare la scatola. Spark riesce a salvare l'amico Slim e a farlo entrare nella piramide.
Slim si risveglia quindi in un elegante negozio, e si accorge di non essere più una scatola rovinata, ma una confezione nuova ed elegante, una delle tante scatole che vivono nel negozio, che si trova proprio di fronte a quello di Spark. I due amici riescono a salutarsi ancora una volta attraverso la vetrina del negozio, consapevoli di avere di nuovo entrambi una casa e uno scopo.

## Produzione
Trash è un film di animazione digitale interamente italiano e il primo lungometraggio prodotto dalla società di produzione cinematografica Al One, con il contributo del MiBAC.
Il film è dedicato alla memoria di Roberto Draghetti, al suo ultimo ruolo cinematografico, che presta la voce a Vitrio.

## Distribuzione
Il film ha fatto parte della selezione ufficiale allo Shanghai International Film Festival (SIFF Animation), al CINEKID 2020, al Silk Road Film Festival di Xi'an e alla Festa del Cinema di Roma nella sezione Alice nella città.
Il film è stato distribuito nelle sale cinematografiche italiane a partire dal 16 ottobre 2020 da Notorious Pictures.
In Italia ha incassato 901.000 euro.

## Colonna sonora
Le musiche sono di Matteo Buzzanca, ma una delle canzoni (Per noi) è di Raphael Gualazzi.